# Sekretarz wielki litewski
Sekretarz wielki litewski  (łac.  maior secretarius Ducatus Lithuaniae) – najwyższy urząd centralny niesenatorski w Wielkim Księstwie Litewskim.
W hierarchii urzędników litewskiego dworu monarchy ustępował tylko marszałkowi nadwornemu litewskiemu.

## Historia urzędu
Urząd ten został powołany przez króla Zygmunta II Augusta, na wzór powstałego za panowania Aleksandra Jagiellończyka w 1504 urzędu sekretarza wielkiego koronnego. Do 1764 piastować go mogli jedynie duchowni katoliccy.

## Kompetencje urzędu
Były bliskie kompetencjom kanclerza, którego sekretarz mógł nawet zastąpić, jednak bez prawa podpisywania i pieczętowania pism państwowych. W nadzwyczajnych przypadkach mógł je jednak sygnować sygnetem kanclerza.
Do głównych jego obowiązków należało prowadzenie tajnej kancelarii państwa. Odczytywał na sejmie uchwały I Rzeczypospolitej, pisma królewskie. Na sejmie koronacyjnym odczytywał nowemu monarsze pacta conventa. Sekretarz zasiadał również z urzędu w sądzie asesorskim.